# Ángel González
Pour les articles homonymes, voir González et Muniz.
Ángel González Muñiz, né le 3 septembre 1925 à Oviedo et mort le 12 janvier 2008  à Madrid, est un poète espagnol.

## Biographie
Né en 1925 à Oviedo, dans les Asturies, l'enfance d'Ángel González est fortement marquée par la mort de son père, alors qu'il n'a que dix-huit mois. La destruction du giron familial s'aggrave encore lorsque, durant la Guerre civile espagnole, son frère, Manuel, est assassiné par l'armée franquiste en 1936, tandis que son autre frère, Pedro, quitte le pays.
En 1943, atteint de tuberculose, il se remet à Páramo del Sil dans le León. Trois ans plus tard, il choisit d'étudier le droit à l'Université d'Oviedo, puis entre en 1950 à l'École officielle de journalisme de Madrid.
Son expérience d'enfant de la guerre se concrétise dans Áspero mundo (1956), sa première publication qui est couronnée par le Prix Adonáis.
Après la publication de son second livre, Sin esperanza (« Sans espoir ») en 1961, il fait partie du groupe de poètes appelé « Génération de 50 » ou « Génération du milieu du siècle », avec notamment José Ángel Valente, Jaime Gil de Biedma, Carlos Barral, José Agustín Goytisolo et José Manuel Caballero Bonald. En 1962, il est primé à Collioure par le Prix Antonio Machado pour son ouvrage Grado elemental.
En 1970, il donne plusieurs conférences à l'université du Nouveau-Mexique, à  Albuquerque, puis est invité comme professeur durant un semestre. En 1973, il intervient avec le même statut aux universités de l'Utah, du Maryland et du Texas, avant de revenir en 1974 à l'Université de Nouveau-Mexique comme professeur de Littérature espagnole contemporaine.
En 1985, il reçoit le prix Princesse des Asturies de littérature, et en 1991 le Prix international de poésie de Salerne. En janvier 1996, il est élu membre de l'Académie royale espagnole. La même année, il obtient le Prix Reine Sofía de Poesie ibéroaméricaine.
Il arrête d'enseigner en 1992. Il reçoit le Prix Julián Besteiro des arts et des lettres en 2001 et devient le premier lauréat du Prix de poésie de la ville de Grenade-Federico García Lorca.
Hospitalisé à Madrid le 11 janvier 2008, il meurt le lendemain le 12 janvier à l'âge de 82 ans.

## Legs et reconnaissance

### Prix
- Accessit au Prix Adonáis de poésie, pour Áspero mundo (1956)
- Prix Princesse des Asturies de littérature (1985)
- Premio Internacional Salerno de Poesía (1991)
- Premio Reina Sofía de Poesía Iberoamericana (es) (1996)
- Premio Julián Besteiro de las Artes y las Letras (2001)
- Prix international de poésie Federico García Lorca (2004)

### Honneurs et reconnaissance
Il occupe le siège P de l'Académie royale espagnole de 1996 à 2008.
En 2009, Joaquin Sabina lui dédie la chanson "Menos dos alas" de l'album Vinagre y Rosas, écrite avec Benjamin Prado.

## Œuvres

### Poésie
- Áspero mundo, Madrid, Rialp, 1956 (Accésit Prix Adonáis 1955)
- Sin esperanza, con convencimiento, Barcelona, Colliure, 1961
- Grado elemental, París, Ruedo Ibérico, 1962 (Prix Antonio Machado)
- Palabra sobre palabra, Madrid, Poesía para todos, 1965, 1972 y 1977
- Tratado de urbanismo, Barcelone, Col. El Bardo, 1967
- Breves acotaciones para una biografía, Las Palmas de Gran Canaria, Inventarios provisionales, 1971
- Procedimientos narrativos, Santander, La isla de los ratones, 1972
- Muestra, corregida y aumentada, de algunos procedimientos narrativos y de las actitudes sentimentales que habitualmente comportan, Madrid, Turner, 1976 et 1977
- Prosemas o menos, 1984
- Deixis en fantasma, Madrid, Hiperión, 1992
- Otoños y otras luces, Barcelone, Tusquets, 2001
- Nada grave, Madrid, Visor, 2008 (posthume)

### Essai
- Juan Ramón Jiménez (1973)
- El Grupo poético 1927 (1976)
- Gabriel Celaya (1977)
- Antonio Machado (1979)

### Anthologies
- Palabra sobre palabra, Barcelone, Seix Barral, 1968 (poésie complète)
- 101 + 19 = 120 poemas, Madrid, Visor, 2000
- Poemas, Madrid, Cátedra, 1980 (sélection de l'auteur, rééditée en 2003)
- A todo amor, 1988
- Ángel González, Gijón, Júcar, 1989 (introduction de Peter Andrew Debicki)
- Luz, o fuego, o vida, Salamanca, Ediciones Universidad de Salamanca, 1996
- Lecciones de cosas y otros poemas, 1998
- 101 + 19 = 120 poemas, Madrid, Visor, 1999
- La música y yo, Madrid, Visor. 2002
- Antología poética, Madrid, Alianza, 2003 (introduction de Luis Izquierdo)
- Realidad casi nube, Madrid, Aguilar, 2005
- Palabra sobre palabra, Barcelone, Seix Barral, 2005 (poésie complète)
- Antología de poesía para jóvenes, Madrid, Alfaguara, 2008 (inclut un entretien avec Benjamín Prado)
- La Primavera avanza, Madrid, Visor, 2009

## Œuvre traduite en français
- Automnes et autres lumières (Otoños y otras luces), poèmes, bilingue français - espagnol, traduction et présentation de Bénédicte Mathios, L'Harmattan, février 2013